# Woodford
Woodford er en stor forstad, som ligger nordøst for London, hvor den udgør den nordvestlige del af Redbridge. Den ligger ca. 15 km nordøst for Charing Cross og består af bydelene Woodford Green, Woodford Bridge og South Woodford. Oprindelig bestod den af en række landsbyer, som var omgivet af Epping-skoven i grevskabet Essex. Senere blev skoven ryddet og forbedrede kommunikationsmidler fik den lokale økonomi til skifte til andre erhverv. I forbindelse med væksten i Londons forstæder omkring århundredskiftet til det 20. århundrede skete der en betydelig befolkningstilvækst i Woodford, og den blev en bydel i London sammen med Wanstead i 1937. Siden 1965 har byen været en del af Storlondon.

## Tilstødende områder
- Highams Park
- Walthamstow
- Chingford
- Barkingside
- Clayhall
- Wanstead
- Snaresbrook
- Buckhurst Hill
- Chigwell

51°36′17″N 0°01′47″Ø / 51.60475°N 0.02979°Ø